# SV Fohnsdorf
Der WSV Fohnsdorf war ein österreichischer Fußballverein aus der obersteirischen Gemeinde Fohnsdorf. Größter Erfolg war die Teilnahme an der Staatsliga B, der zweithöchsten Spielklasse der Österreichischen Fußballmeisterschaft 1958/59.
1978 wurde der WSV Fohnsdorf mit Vorwärts Fohnsdorf zum heutigen Sportverein (SV) Fohnsdorf fusioniert,  dessen Heimspiele seit 1970 im Lorenzistadion ausgetragen werden. Der SV Fohnsdorf spielt in der Spielsaison 2024/25 in der Gebietsliga Mur, der vierthöchsten Spielklasse des steirischen Fußballverbandes, diese Klasse ist zugleich die siebthöchste Spielklasse im österreichischen Fußball.

## Geschichte
Im Jahr 1921 wurde der Verein Vorwärts Fohnsdorf und im Jahr 1928 der Verein A.A.C. Fohnsdorf gegründet, der mehrmals umbenannt wurde und im April 1948 zum Werkssportverein (WSV) Fohnsdorf wurde. Diese zwei eigenständigen Vereine wurden im Jahr 1978 zum heutigen SV Fohnsdorf fusioniert.

### Spielstätten
Erste Spielstätte war eine Schlackenhalde außerhalb des Wohngebietes, östlich der Gemeinde gelegen, weit über die Gemeindegrenzen hinaus als Sportplatz „Rote Erde“ bekannt. Dieser Platz war bis 1970 für Meisterschafts- und Freundschaftsspiele in Verwendung, diente auch als Trainingsplatz und den Schüler-, Jugend-, Junioren- und Reservemannschaften. Bis 1945 wurde ein weiterer Fußballplatz verwendet, dieser befand sich im Fohnsdorfer Werksgelände des tiefsten Braunkohlebergbaues der Welt, wo mehr als 2000 Arbeiter beschäftigt waren. Diese Spielfläche wurde nach dem alten Gruß der Bergleute „Glück Auf“-Sportplatz benannt. Anfang der 1960er-Jahre gab es erste Überlegungen, ein zeitgemäßes Fußballstadion zu errichten. Jedoch dauerte es 10 Jahre und im September 1970 konnte das „Lorenzi-Stadion“, unweit der „Roten Erde“ seiner Bestimmung übergeben werden. Namensgebend war hier der seinerzeitige „Lorenzischacht“, der sich in unmittelbarer Nähe befand und das Stadion wurde direkt auf der „Lorenzihalde“ errichtet.

### Erste Meistertitel und Aufstieg in die Staatsliga B
Unmittelbar nach dem Ende des Zweiten Weltkrieges wurde auch in der Steiermark der Meisterschafts-Spielbetrieb wieder aufgenommen und schon im Spieljahr 1946/47 konnte der A.A.C. Fohnsdorf ungeschlagen den Meistertitel in der 2. Klasse Nord erreichen und stieg in die höchste steirische Klasse, die Landesliga, auf. Elf Jahre verblieb der inzwischen zum WSV Fohnsdorf umbenannte Verein in der Landesliga und im Spieljahr 1957/58 krönte sich der WSV zum Meister. Entsprechend den damaligen Aufstiegsregelungen musste der steirische Meister gegen den burgenländischen Meister Relegationsspiele bestreiten. Der Gegner war der ASV Neufeld und das erste Spiel in Neufeld wurde beim Spielstand von 1:0 (1:0) für Neufeld in der 85. Minute wegen Zuschauerausschreitungen abgebrochen. Das zweite Spiel fand eine Woche später in Fohnsdorf statt und der WSV Fohnsdorf siegte mit 2:1 (0:0) nach 0:1-Rückstand. Erst nach der zweiten Partie entschied das Schiedsgericht des ÖFB, das erste Spiel zu annullieren und neu anzusetzen, somit hatte der WSV mit einem Sieg in Neufeld die Chance, den Aufstieg in die zweithöchste österreichische Spielklasse, die Staatsliga B, fixieren. Gestärkt durch den Heimsieg und dem Wissen, bei einem weiteren Sieg den Aufstieg zu schaffen, waren die Fohnsdorfer von Beginn an überlegen und gingen bereits nach 16 Minuten in Führung. Knapp vor der Pause vergaben die Burgenländer einen Hands-Elfmeter, diesen konnte der Fohnsdorfer Torhüter halten. In der zweiten Hälfte kontrollierte die Knappen-Elf das Spiel und erhöhten in der 72. Minute auf 2:0, damit war der Widerstand gebrochen und der größte Erfolg in der Vereinsgeschichte war Wirklichkeit. Somit spielte auch erstmals eine Mannschaft aus dem oberen Murtal (Bezirke Judenburg, Knittelfeld und Murau) in der zweithöchsten österreichischen Liga.

### Ewige Tabelle des Werkssportvereines Fohnsdorf (1945/1946 bis 1977/1978 – Fusion)
Anmerkung: Punkte gerechnet nach der Zwei-Punkte-Regel, da die Drei-Punkte-Regel erst mit der Spielsaison 1995/1996 in Österreich eingeführt wurde.
| Saison  | Spielklasse          | Spiele | S  | U | N  | Torverhältnis | Tordifferenz | Punkte | Platz | Anmerkungen                                                                                           |
| ------- | -------------------- | ------ | -- | - | -- | ------------- | ------------ | ------ | ----- | --- |
| 1945/46 | 2. Klasse Obersteier | 14     | 12 | 0 | 2  | 71:14         | 57           | 24     | 2.    | |
| 1946/47 | 2. Klasse Nord       | 14     | 13 | 1 | 0  | 73:13         | 60           | 27     | 1.    | Klassenumbenennung und Meister                                                                        |
| 1947/48 | Landesliga           | 18     | 6  | 3 | 9  | 25:40         | −15          | 15     | 7.    | |
| 1948/49 | Landesliga           | 18     | 7  | 3 | 8  | 29:49         | −20          | 17     | 6.    | |
| 1949/50 | Landesliga           | 18     | 5  | 3 | 10 | 22:36         | −14          | 13     | 8.    | |
| 1950/51 | Landesliga           | 18     | 6  | 5 | 7  | 36:39         | −3           | 17     | 5.    | |
| 1951/52 | Landesliga           | 22     | 5  | 8 | 9  | 32:34         | −2           | 18     | 8.    | |
| 1952/53 | Landesliga           | 22     | 10 | 3 | 9  | 44:45         | −1           | 23     | 6.    | |
| 1953/54 | Landesliga           | 22     | 10 | 4 | 8  | 50:31         | 19           | 24     | 4.    | |
| 1954/55 | Landesliga           | 22     | 11 | 4 | 7  | 62:47         | 15           | 26     | 4.    | |
| 1955/56 | Landesliga           | 22     | 10 | 6 | 6  | 47:31         | 16           | 26     | 2.    | |
| 1956/57 | Landesliga           | 22     | 10 | 6 | 6  | 54:34         | 20           | 26     | 4.    | |
| 1957/58 | Landesliga           | 26     | 15 | 7 | 4  | 63:36         | 27           | 37     | 1.    | Meister (Relegation gegen den burgenländischen Meister Neufeld an der Leitha 2:1 (0:0) und 2:0 (1:0)) |
| 1958/59 | Staatsliga B         | 26     | 10 | 6 | 10 | 40:46         | −6           | 26     | 9.    | |
| 1959/60 | Regionalliga Mitte   | 20     | 7  | 6 | 7  | 34:35         | −1           | 20     | 6.    | Klassenumbenennung                                                                                    |
| 1960/61 | Regionalliga Mitte   | 26     | 11 | 6 | 9  | 51:37         | 14           | 28     | 5.    | |
| 1961/62 | Regionalliga Mitte   | 26     | 4  | 7 | 15 | 24:59         | −35          | 15     | 14.   | Abstieg                                                                                               |
| 1962/63 | Landesliga           | 26     | 15 | 4 | 7  | 60:44         | 16           | 34     | 3.    | |
| 1963/64 | Landesliga           | 26     | 11 | 3 | 12 | 49:53         | −4           | 25     | 8.    | |
| 1964/65 | Landesliga           | 26     | 11 | 5 | 10 | 38:33         | 5            | 27     | 7.    | |
| 1965/66 | Landesliga           | 26     | 17 | 4 | 5  | 50:27         | 23           | 38     | 1.    | Meister                                                                                               |
| 1966/67 | Regionalliga Mitte   | 26     | 7  | 7 | 12 | 29:40         | −11          | 21     | 13.   | Abstieg                                                                                               |
| 1967/68 | Landesliga           | 26     | 6  | 9 | 11 | 35:25         | 10           | 29     | 5.    | |
| 1968/69 | Landesliga           | 26     | 15 | 7 | 4  | 40:15         | 25           | 37     | 1.    | Meister                                                                                               |
| 1969/70 | Regionalliga Mitte   | 26     | 15 | 6 | 5  | 51:28         | 23           | 36     | 2.    | |
| 1970/71 | Regionalliga Mitte   | 26     | 10 | 7 | 9  | 32:35         | −3           | 27     | 8.    | |
| 1971/72 | Regionalliga Mitte   | 26     | 8  | 5 | 13 | 23:41         | −18          | 21     | 10.   | |
| 1972/73 | Regionalliga Mitte   | 26     | 6  | 4 | 16 | 31:54         | −23          | 16     | 14.   | |
| 1973/74 | Regionalliga Mitte   | 24     | 4  | 4 | 16 | 21:51         | −30          | 12     | 13.   | Abstieg                                                                                               |
| 1974/75 | Landesliga           | 34     | 5  | 9 | 20 | 38:91         | −53          | 19     | 17.   | Abstieg                                                                                               |
| 1975/76 | Unterliga Nord       | 26     | 10 | 4 | 12 | 52:50         | 2            | 24     | 7.    | |
| 1976/77 | Unterliga Nord       | 26     | 9  | 6 | 11 | 41:50         | −9           | 24     | 9.    | |
| 1977/78 | Unterliga Nord       | 26     | 6  | 8 | 12 | 47:54         | −7           | 20     | 11.   | Fusion mit Vorwärts Fohnsdorf zum FC Fohnsdorf                                                        |

Anmerkung: Grün unterlegte Spielzeiten kennzeichnen den Aufstieg, Rot unterlegte Spielzeiten kennzeichnen den Abstieg.